# Setsuko Hashizume
Setsuko Hashizume (橋詰節子?, Hashizume Setsuko; Kyoto, 9 aprile 1960) è un'ex cestista giapponese.

## Carriera
Con il Giappone ha disputato due edizioni dei Campionati mondiali (1979, Campionati del mondo del 1983).